# Museo Nacional de la Música
El Museo Nacional de la Música es un museo nacional portugués ubicado en Lisboa y dedicado a la música. Contiene una de las colecciones de instrumentos más importantes de Europa. Algunos de estos instrumentos están calificados como Tesoros Nacionales, como es el caso del violonchelo Stradivarius Chevillard-Rei de Portugal, el Cravo Antunes o el Cravo de Pascal Taskin.
Además de instrumentos musicales, los visitantes pueden encontrar documentos, fonogramas e iconografía en el Museo. El Museo Nacional de la Música también cuenta con un Centro de Documentación y complementa su colección con diferentes actividades como son los conciertos, las visitas temáticas y diferentes talleres.
El Museo Nacional de la Música está ubicado desde 1994 en el edificio de la parada de metro Alto dos Moinhos, pero está previsto que el museo se traslade al Real Edificio de Mafra. 

## Colección Instrumental
El Museo Nacional de la Música posee una colección de más de mil instrumentos que datan desde el siglo XVI al siglo XX, son sobre todo instrumentos europeos, aunque también los hay de origen asiático y africano, de tradición erudita y popular. Gran parte de la colección proviene de las antiguas colecciones de Alfredo Keil, Michel'angelo Lambertini y Carvalho Monteiro . 
Forman parte de la colección instrumentos raros que tienen un gran valor histórico y organológico entre los que destacan el piano Boisselot & Fils que Franz Liszt trajo de Francia en 1845, la trompa de Marcel-Auguste Raoux que fue construida para Joaquim Pedro Quintela, primer conde de Farrobo, el violonchelo de  António Stradivari el cual perteneció y fue tocado por el el rey D. Luis, el violonchelo de Henry Lockey Hill que perteneció a la violonchelista Guilhermina Suggia o el cravo francés de Pascal Taskin que fue mandado construir por el rey Luis XVI y que posteriormente perteneció a la marquesa de Cadaval. 
El Museo también destaca por la cantidad y calidad de instrumentos de fabricación portuguesa, como el clavicémbalo de Joaquim José Antunes (Lisboa, 1758), las flautas traveseras de la familia Haupt (siglos XVIII-XIX) o los clavicordios del siglo XVIII procedentes de talleres en Lisboa y Oporto.
También hay ejemplares curiosos como los violines de bolsillo, las flautas-bastón, la flauta de vidrio, el melófono de Jean Louis Olivier Cossoul o las trompetas marinas.

## Colección Iconográfica
El Museo Nacional de la Música posee en su colección varios ejemplos de material iconográfico en cerámica, dibujo, escultura, fotografía, grabado, serigrafía y pintura.

Retrato de Luisa Todi por Élisabeth Vigée-Lebrun

En la escultura encontramos ángeles que tocan el laúd (siglo XVIII) y un conjunto de putti de biscuit tocando y bailando (siglo XIX/XX). Con respecto a la fotografía, forman parte de la colección varios retratos pertenecientes a personalidades del ámbito musical de la segunda mitad del siglo XIX a principios del siglo XX, como José Viana da Mota, Guilhermina Suggia o Ferruccio Busoni.
Entre la cerámica y el dibujo, encontramos los “platos de ratón” (pratos ratinhos) de Coímbra que tienen representaciones de músicos y de prácticas musicales y un dibujo de António Carneiro, que representa a Bernardo Valentim Moreira de Sá .
El museo dispone de cerca de 150 grabados y serigrafías que representan figuras del teatro y de la música, como el compositor Marcos Portugal, el instrumentista Listz y varios cantantes de ópera de los siglos XVIII  y XIX como Adelina Patti, realizados por grandes grabadores como Henri Thomassin o Francesco Bartolozzi, entre otros. 

## Colección documental

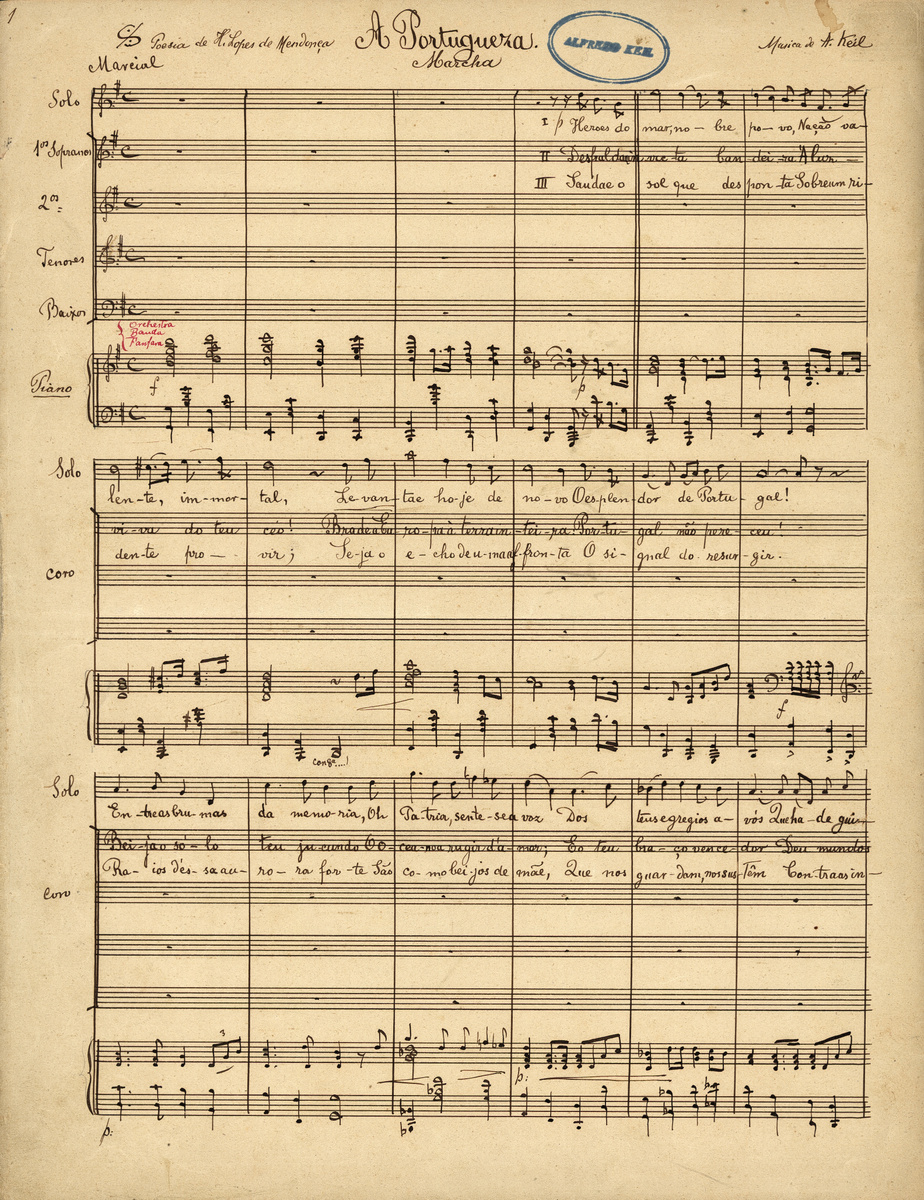
Partitura de A Portuguesa de Alfredo Kiel

El Museo Nacional de la Música posee innumerables documentos gráficos, entre ellos, centenas de partituras musicales impresas y manuscritas de los siglos XIX y XX, piezas de composición, extractos de obras de teatro y obras de autores como Fernando Lopes Graça, Armando José Fernandes, Cláudio Carneiro, José Viana da Mota, Óscar da Silva, entre otros muchos.
Cabe destacar también las monografías y publicaciones periódicas sobre música y organología, los libretos, los programas de conciertos y cartas de una amplia gama de personalidades musicales, documentos que hablan de diferentes temas, especialmente las colecciones de Alfredo Keil; de su colaborador y autor de obras de teatro ligero, Luis Filgueiras; de Michel’angelo Lambertini; de Josefina Andersen; de Pedro Prado; del cantante lírico  Tomás Alcaide; del violinista Júlio Cardona y de su padre Ferreira da Silva; de las pianistas Ella Eleanore Amzel y Campos Coelho y del maestro José de Sousa. 

## Historia
La historia del Museo Nacional de la Música se remonta al inicio del siglo XX y se extiende a lo largo de los años en los cuales el museo se ha ido recolocando en diferentes espacios hasta instalarse definitivamente en 1994 en el edificio de la estación de metro Alto dos Moinhos. 

### 1911-1931 - El museo instrumental de Michel'angelo Lambertini
Las primeras ideas para la creación de un museo instrumental en Portugal fueron del rey D. Luis I y un poco más tarde de Alfredo Keil, dueño de una importante colección de instrumentos musicales. No obstante, fue el musicólogo Michel’angelo Lambertini quien verdaderamente asumió este desafío. 
En 1911, con la implantación de la República, Lambertini logra ser designado por el gobierno para empezar a coleccionar instrumentos musicales, partituras y piezas de iconografía musical dispersas en edificios públicos y religiosos, proyecto al que se dedica con gran entusiasmo. 
Sin embargo, el musicólogo se enfrenta a la falta de voluntad por parte de la clase gobernante y, en 1913, una orden oficial lo retira de las funciones que estaba desempeñando hasta entonces. Sigue con el proyecto del museo, pero esta vez buscando la ayuda de particulares. 
En 1915, Teófilo Braga, entonces presidente de la República, firma un decreto en el que establece en la Rua dos Caetanos el Museo Instrumental del Conservatorio. Lambertini es invitado a inventariar y a organizar los objetos que había reunido sin ser pagado por ello y acepta. Sin embargo, el museo no contaba con las instalaciones adecuadas ni con la protección presupuestaria necesaria.
Regresa, por tanto, la idea de crear el Museo Instrumental de Lisboa con la ayuda de particulares. En 1916, recurre a António Carvalho Monteiro, también coleccionista, para que adquiriese la colección de Keil y no se fuera al extranjero. Le vende su propia colección y le propone que sigan adelante con el proyecto juntos. 
Carvalho Monteiro acepta y cede un espacio para resguardar las colecciones en un edificio de Rua do Alecrim, donde acabarán reuniéndose las colecciones de Lambertini, Alfredo Keil y Carvalho Monteiro. La recopilación continuará hasta la muerte de ambos en 1920, para estas alturas la colección ya tiene más de 500 piezas
Con las muertes de Carvalho Monteiro e Lambertini, el proyecto de la creación del museo queda pospuesto. Como consecuencia, las piezas reunidas quedan dentro del edificio de Rua do Alecrim hasta 1931. 

### 1931-1971 - Museo Instrumental del Conservatorio

Clavicordio del siglo XVIII

Dado el valor de la colección reunida por Lambertini y su abandono, el Estado procura adquirirla e intenta hacer avanzar el proyecto del Museo Instrumental del Conservatorio, creado por decreto en 1915.  Tomás Borba, conservador del entonces museo y biblioteca del Conservatorio Nacional, es el encargado de proceder a la adquisición de la colección que está en manos de los herederos de Carvalho Monteiro. Concluido este proceso en 1931 las colecciones son transferidas al Conservatorio Nacional, dirigido en aquel entonces por  Viana da Mota.
Más tarde, los instrumentos que habían pertenecido al rey D. Luis, que se encuentran en el Palacio de Ajuda, se añaden a la colección, así como algunas piezas vendidas durante el periodo de abandono en Rua do Alecrim, adquiridas en subasta por el Conservatorio Nacional. 
El patrimonio del Museo Instrumental del Conservatorio es enriquecido con importantes adquisiciones de instrumentos, partituras y otros materiales accesorios relacionados con la música, ampliándose la colección con instrumentos afroasiáticos. En este punto, y por primera vez, se crea un espacio para exposiciones, al mismo tiempo que se procede a la restauración de algunos instrumentos y se promueve su uso en recitales de música barroca.
A partir de 1946, con la reapertura del Conservatorio después de las obras de mejora, el museo es inaugurado oficialmente, comenzando un periodo de desarrollo en el aspecto museológico y de la preocupación por el acceso del público que se prolonga hasta 1971. 

### 1971-1975 - Palacio Pimenta
A principios de la década de los 70, el espacio ocupado por el museo del Conservatorio se vuelve necesario, en virtud de la creación de tres nuevas escuelas —Danza, Cine y Educación a través del Arte —. Teniendo en vista la posibilidad de tener un espacio propio, las 658 piezas, que entonces constituían la colección, son transferidas, en 1971, al Palacio Pimenta en Campo Grande que, más adelante, acogería al Museo de la Ciudad. Aquí permanecen hasta 1975 en condiciones precarias. En este año, por decisión de João de Freitas Branco, entonces Secretario de Estado de Cultura, y de la Escuela de Música del Conservatorio, son nuevamente transferidas, esta vez a la Biblioteca Nacional. 

### 1975-1991 - Biblioteca Nacional
En la Biblioteca Nacional el musicólogo Santiago Kastner es nombrado Director y da inicio al inventario de las piezas. A partir de 1977, ya bajo la dirección del inspector Humberto d’Ávila, Director del Departamento de Musicología, se procede a la adquisición de varios tipos de instrumentos, partituras, grabados, pinturas, programas de conciertos, etc. 
Aunque el museo se encuentra en la Biblioteca Nacional vuelve a estar abierto al público, manteniendo el nombre de Museo Instrumental del Conservatorio. 
Durante este periodo, los miembros de la junta discuten por ver cuál es el mejor sitio para albergar el museo y acoger la colección que no para de crecer. Varios edificios son elegidos, pero por diferentes motivos ninguna de las opciones acabará acogiendo al museo. 

### 1991-1993 - De la Biblioteca Nacional a Alto dos Moinhos
En 1991, por decisión de la Secretaría de Estado de Cultura, y correspondiendo a la voluntad de la dirección de la Biblioteca Nacional, alegando falta de espacio, las colecciones son empaquetadas y trasferidas una vez más.  Los instrumentos son embalados y enviados al Real Edificio de Mafra, las grabaciones van al Museo Nacional de Etnología y la colección de grabados va al Museo Nacional de Arte Antiguo, quedando en las mismas instalaciones únicamente la parte bibliográfica.

### 1993-2018 - Museo de la Música
Mediante la firma, el 1 de octubre de 1993, Día Mundial de la Música, de un protocolo, bajo la ley de mecenazgo, entre el Instituto Portugués de Museos (Actual Dirección General de Patrimonio Cultural) y el Metropolitano de Lisboa, reúnen las condiciones para la instalación del Museo en la estación de metro Alto dos Moinhos por un periodo de 20 años (1993-2013). 
Siguiendo el protocolo firmado, se inician las obras y el Museo de la Música queda inaugurado el 26 de julio de 1994. Durante este periodo, el museo desarrolla su actividad presentando con regularidad exposiciones temporales, organizando diferentes eventos, impulsando actividades culturales, estudiando, inventariando y  desarrollando sus colecciones.
A pesar de la aparente normalidad, la naturaleza temporal de las instalaciones en Alto dos Moinhos estará siempre presente, por lo que a lo largo de los años vuelven las discusiones sobre cuál va a ser su futuro. 
En 2007, de la mano de PRACE (Programa de Reforma de la Administración Central del Estado) se discute acerca de la creación del Museo del Sonido, estructura que englobaría el Museo de la Música y un archivo sonoro nacional y, que se encargaría del depósito legal de los fonogramas. Con el cambio de ministro de Cultura en enero de 2008, la idea anterior desaparece. 
Tres años más tarde, en 2010, el entonces Secretario de Estado de Cultura, Elísio Sumavielle, anuncia, en el Día Internacional de los Museos, que el Museo de la Música será transferido al Convento de São Bento de Cástris, en Évora, en un proceso que se extiende hasta 2014. 
Esta decisión será revertida por otro Secretario de Estado de Cultura (Jorge Barreto Xavier) en 2014, anunciando la instalación en el Real Edificio de Mafra en noviembre de 2017. 
Entretanto, a finales de 2013 se cumplen los 20 años firmados con el Metropolitano de Lisboa para permanecer en la estación Alto dos Moinhos. Finalmente el acuerdo entre el Museo y el Metro de Lisboa es renovado por más tiempo. 

## Misión y objetivos
La misión del Museo es salvaguardar, conservar, estudiar, valorar, divulgar y desarrollar los bienes culturales del museo, promoviendo el patrimonio musicológico, fonográfico y organológico portugués, con el fin de fomentar la apreciación y difusión de la cultura portuguesa. 